# Agness Gidna
Agness Gidna est une paléontologue tanzanienne et ancienne conservatrice principale de paléontologie au musée national de Tanzanie. Elle travaille actuellement dans la zone de conservation de Ngorongoro en tant que responsable principale du patrimoine culturel. Elle est la première femme tanzanienne à détenir un doctorat en anthropologie physique et elle est la première femme tanzanienne directrice de recherche aux gorges d'Olduvaï, où elle est co-chercheuse principale du projet de paléoanthropologie et de paléoécologie d'Olduvai (TOPPP) depuis 2017.

## Carrière
Elle est diplômée de l'université de Dar es Salam, de l'université complutense de Madrid (Espagne) et de l'université d'Alcala (Espagne). Elle est l'une des fondatrices du plus grand site néolithique pastoral d'Afrique subsaharienne : le site de Luxmanda. Elle est codirectrice de projets de recherche internationaux, par exemple le projet des gorges d'Olduvaï.
En tant que conservatrice principale de paléontologie au musée national de Tanzanie, elle organise deux expositions majeures sur l'origine humaine, dont elle est commissaire, l'une au musée des gorges d'Olduvaï (en), fondé par Mary Leakey, et l'autre au Musée national de Tanzanie. Elle a organisé des visites pour Monica Chakwera (en), première dame du Malawi (en).

## Œuvres choisies
- Domínguez-Rodrigo, M., Enrique Baquedano, Pickering, TR, Mabulla, AZ, Bunn, HT, Musiba, C., ... & Gidna, AO (2011). New associated hominin remains from BK (Upper Bed II, Olduvai Gorge, Tanzanie).
- Domínguez-Rodrigo, M., Enrique Baquedano, Díez Martín, F., Bunn, HT, Pickering, TR, Musiba, C., ... & Arriaza, MDC (2012). L'évolution conduite des premiers Homo erectus (ergaster) : étude archéologique et paléoécologique des Yacimientos antrópicos del lecho II de la Garganta d'Olduvai : informations sur la campagne de fouilles à Olduvai. Année 2010.
- (en) Manuel Domínguez-Rodrigo, Travis Rayne Pickering, Fernando Diez-Martín, Audax Mabulla, Charles Musiba, Gonzalo Trancho, Enrique Baquedano, Henry T. Bunn, Doris Barboni, Manuel Santonja et David Uribelarrea, « Earliest Porotic Hyperostosis on a 1.5-Million-Year-Old Hominin, Olduvai Gorge, Tanzania », PLOS ONE, vol. 7, no 10,‎ 3 octobre 2012, e46414 (ISSN 1932-6203, PMID 23056303, PMCID 3463614, DOI 10.1371/journal.pone.0046414, Bibcode 2012PLoSO...746414D)[5]
- Gidna, A., Yravedra, J. et Domínguez-Rodrigo, M. (1er janvier 2013). A cautionary note on the use of captive carnivores to model wild predator behavior: A comparison of bone modification patterns on long bones by captive and wild lions. Journal of Archaeological Science, 40, 4, 1903-1910.
- Gidna, AO et Domínguez-Rodrigo, M. (2013). A method for reconstructing human femoral length from fragmented shaft specimens. Homo, 64 (1), 29-41.
- Domínguez-Rodrigo, M., Bunn, HT, Mabulla, AZ, Enrique Baquedano, Uribelarrea del Val, D., Pérez-González, A., ... & Egeland, CP (2013). Did Homo erectus consume a Pelorovis herd at BK (Bed II, Olduvai Gorge)? .
- Gidna, AO (2019). A comparative Study of Frontal Bone Morphology Among Pleistocene Hominin Fossils Group: A Study on Eyasi Hominin (EH6) Frontal Bone. Studies in the African Past, 12, 146-159.
- Katherine Grillo, Mary Prendergast, Agness Gidna, Audax Mabulla, Daniel Contreras et The 84th Annual Meeting of the Society for American Archaeology, « The Communalities of Pastoralist Life: Perspectives on Household Organization at the Pastoral Neolithic site of Luxmanda, Tanzania », 2019 (consulté le 29 janvier 2021)
- Davies TW, Alemseged Z, Gidna A et coll. (2021) Accessory cusp expression at the enamel-dentine junction of hominin mandibular molars. Peerj. 2021 ;9:e11415. DOI : 10.7717/peerj.11415. PMID 34055484 ; PMCID : PMC8141287.